# Kieron Williamson
Kieron Williamson (ur. 4 sierpnia 2002 w Holt (Norfolk)) – brytyjski malarz.

## Życiorys
Zaczął malować w wieku pięciu lat na wakacjach w Kornwalii, zainspirowany widokiem lokalnego portu. Jego prace i talent wzbudziły zainteresowanie brytyjskich mediów. W zaledwie 14 minut sprzedał 16 swoich prac – za prawie 30 tys. dolarów (18 tys.funtów)
Został okrzyknięty cudownym dzieckiem, a jego prace porównywane są do wczesnych obrazów Moneta. Eksperci podkreślają zaawansowane użycie perspektywy, cieniowania i odbić.
Tworzy w różnych technikach: olej, pastel, akwarela, akryl. Inspirują go krajobrazy rodzinnego hrabstwa Norfolk (wschodnie wybrzeże Anglii).